# 해시계

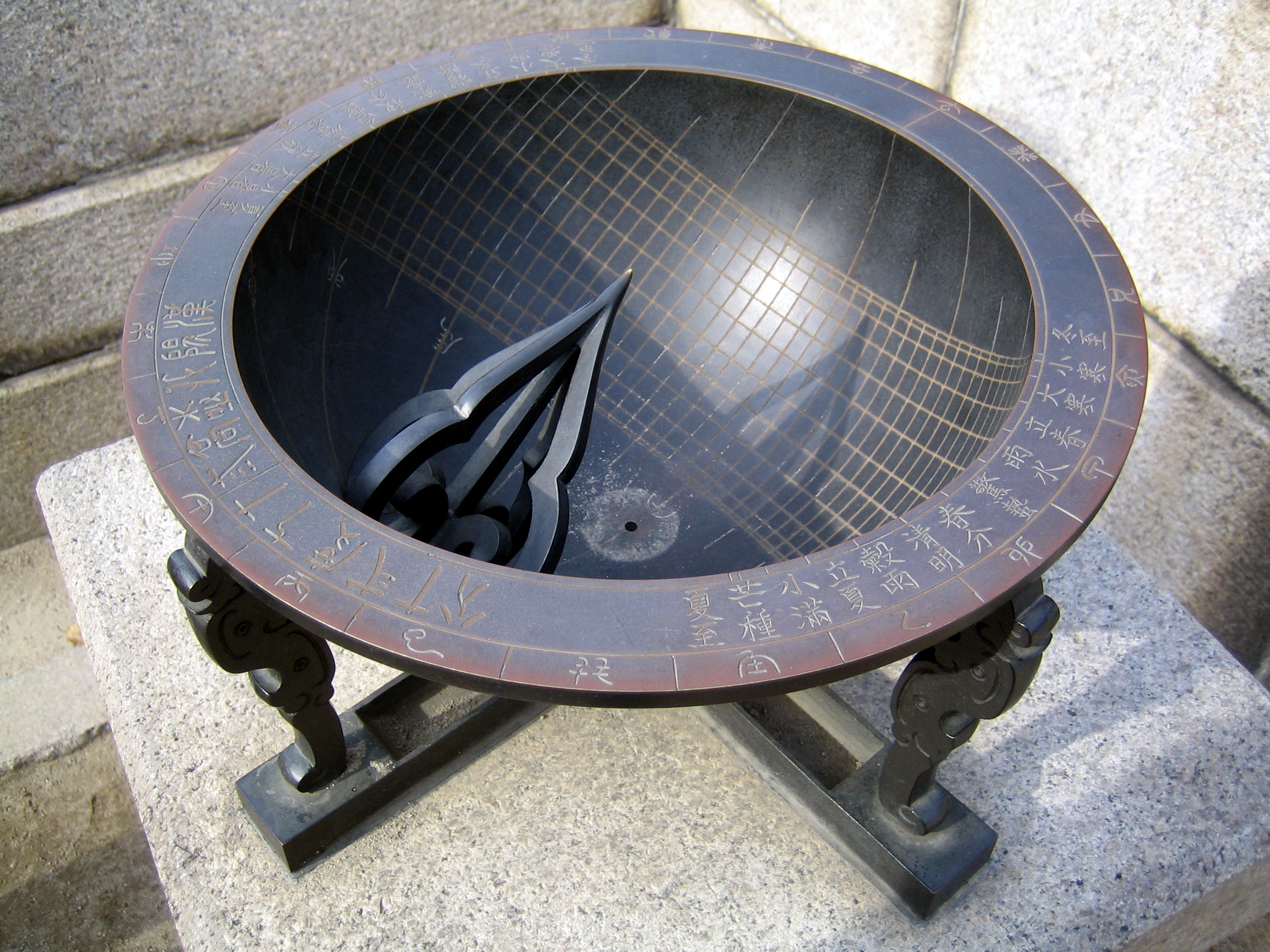
조선 시대의 해시계인 앙부일구

해시계는 태양의 일주 운동을 이용하여 시간을 측정하는 도구이다. 지구의 자전에 따라 태양은 동쪽에서 떠서 남쪽 하늘을 지나 서쪽으로 지는 겉보기 운동인 일주 운동을 한다. 태양이 일주하는 동안 지상의 물체는 그 반대편에 그림자를 드리운다. 해시계는 이 그림자를 측정하여 시간을 알 수 있게 한다. 물시계나 모래시계, 괘종시계 같은 기계적 시계가 만든 사람이 설정한 속도에 따라 일정한 간격의 시간을 알려주는 것과 달리 해시계는 지구의 자전 그 자체에 의한 진태양시를 가리킨다.
해시계는 옛 한자어로 일구(日晷)라 하였다. 조선시대에는 현주일구, 천평일구, 앙부일구와 같은 다양한 해시계를 사용하였다. 이 가운데 앙부일구는 오목한 반원형 시판을 지닌 것으로 조선만의 독창적인 해시계였다.
인류는 선사시대인 신석기 시대부터 이미 태양의 움직임을 반영한 거석 문화를 남겼다. 아일랜드의 뉴그레인지:11, 잉글랜드의 스톤헨지 등은 원래의 사용 목적을 알기 어려우나 해시계의 역할도 하였을 것이다. 고대 이집트의 오벨리스크는 거대한 규표로서 사용되었고, 고대 바빌로니아, 고대 로마, 고대 중국, 고대 인도와 같은 여러 고대 문명 모두 해시계를 제작하였다. 시간이 지남에 따라 해시계는 보다 정밀한 시간 측정이 가능하도록 발전하였으며 조선의 앙부일구는 그 중에도 시간과 절기를 모두 알 수 있도록 하는 뛰어난 걸작이다.
해시계가 제 기능을 하려면 관측 지점의 위도 측정, 자오선의 확정, 천구의 북극과 적위 및 황도의 확인과 같은 천문학 지식이 필수적이다. 지구의 자전축을 향해 남북으로 곧게 이어지는 자오선을 기준으로 태양이 남쪽 하늘 정가운데에 남중할 때가 정오이고 그보다 이른 시간이 오전, 그보다 늦은 시간은 오후가 된다. 해시계의 시판을 적절히 조절하면 보다 세부적인 시간을 정확히 측정할 수 있다.
해시계는 단순히 규표만을 세워 놓은 것에서 부터 평면형, 원뿔형, 구형 등 다양한 모양이 있고 측정 방식에 따라서도 수직형과 수평형을 구분할 수 있다.

## 역사

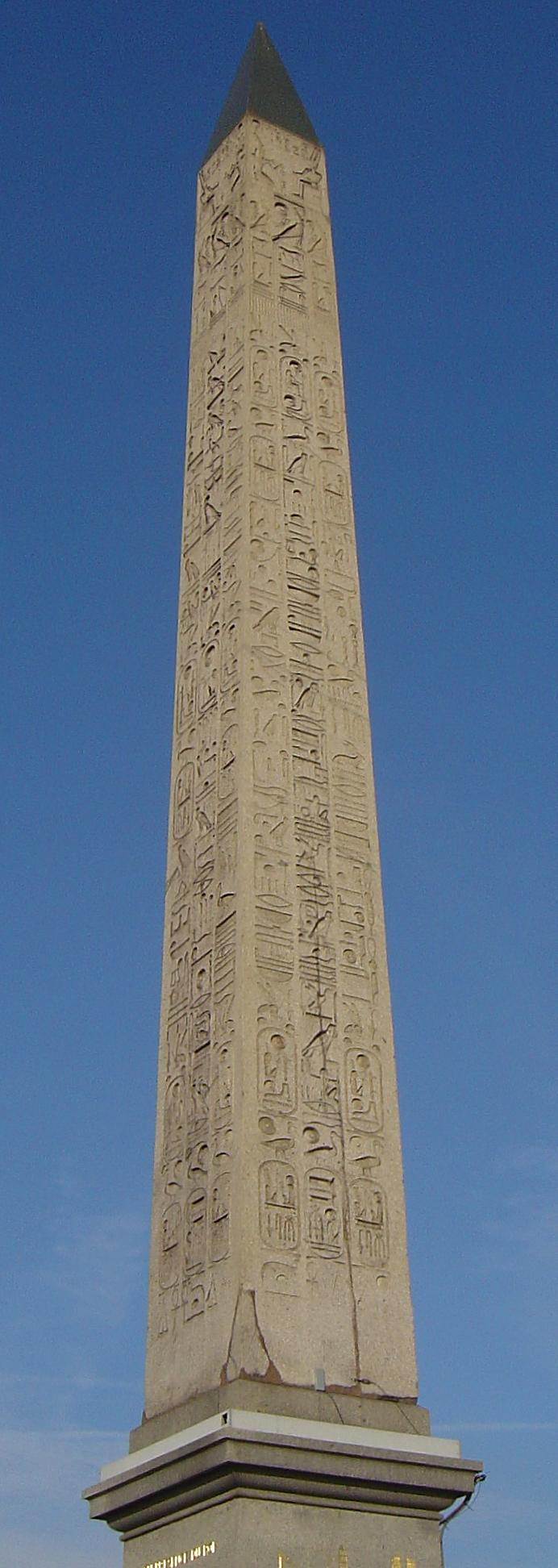
룩소르의 오벨리스크

하루의 주기인 낮과 밤의 변화는 인류뿐만 아니라 지구의 모든 생물에 영향을 준다. 많은 생물은 주로 활동하는 시간에 따라 주행성과 야행성으로 구분할 수 있고, 밤낮의 변화와 동조하는 생체시계를 지니고 있다. 인류 역시 영장목의 공통 조상이 살던 오래 전부터 주행성 동물로 진화하였고 밤낮의 변화는 삶의 아주 중요한 요소 가운데 하나였다. 지금은 아무런 유물이 남아있지 않은 초창기부터 인류는 시간을 가늠하고자 하였을 것이다. 태양의 움직임에 따라 구분할 수 있는 아침, 점심, 저녁, 밤의 변화는 기본적인 시간 구분의 단위이다.
태양의 움직임을 반영한 신석기 시대의 유적들이 남아있다. 아일랜드의 뉴그레인지 고분 석실은 동지의 일출 시간에만 천장을 통해 석실에 햇빛이 닿을 수 있도록 설계되어 있고:11 잉글랜드의 스톤헨지도 태양의 움직임을 살필 수 있도록 구성되어 있어 시계 역할을 하였을 것이라 추정하고 있다. 그러나 이러한 유적이 실제 어떠한 용도로 사용되었는 지는 아직 밝혀지지 않았으며 원래의 목적에 비해 해시계의 역할은 부수적인 것이었을 것이다.
인류가 보다 복잡한 사회를 이루게 된 고대에는 이에 따라 보다 세밀한 시간 측정이 필요해졌고 여러가지 해시계가 등장하였다. 고대 이집트의 오벨리스크는 그 자체로 거대한 규표로서 해시계의 역할을 할 수 있었다. 시각을 표시한 평면인 시판(時板)이 달려있는 해시계 가운데 가장 오래된 것은 왕가의 계곡에서 발견된 기원전 1,500년 무렵의 것이다.
고대의 여러 문화는 모두 해시계를 제작하여 사용하였다. 고대 바빌로니아는 일찍이 천문학이 발달하여 황도를 따라 별자리를 구분하고 밤과 낮의 시간을 각각 12시간으로 나누어 하루 24시간이란 개념을 만들었다. 이러한 시간 관념은 고대 이집트도 받아들였다. 그러나 당시의 시간은 밤과 낮을 각각 따로 12등분 한 것이었기 때문에 밤의 길이가 대략 8시간 정도였던 메소포타미아와 이집트에서 낮의 1 시간은 밤의 것보다 훨신 길었다. 고대 중국의 것으로는 후한 시기의 해시계 유물이 남아있고 한국의 경우 7세기 무렵 제작된 신라 시대의 해시계 파편이 국립경주박물관에 보관되어 있다.

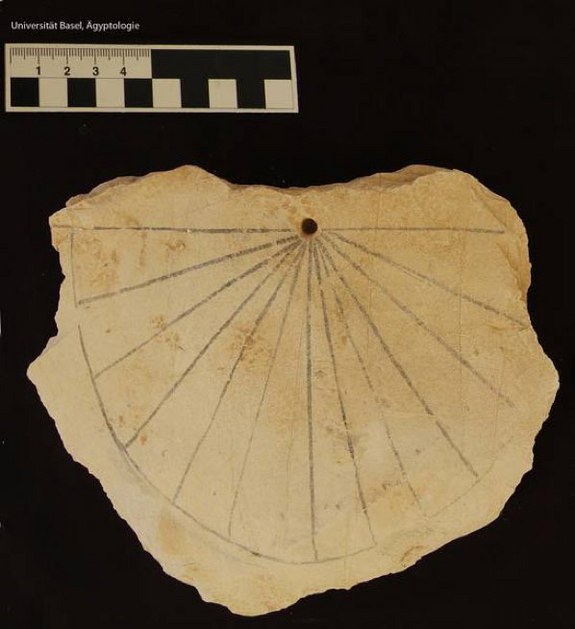
고대 이집트의 해시계, 기원전 1500년 무렵
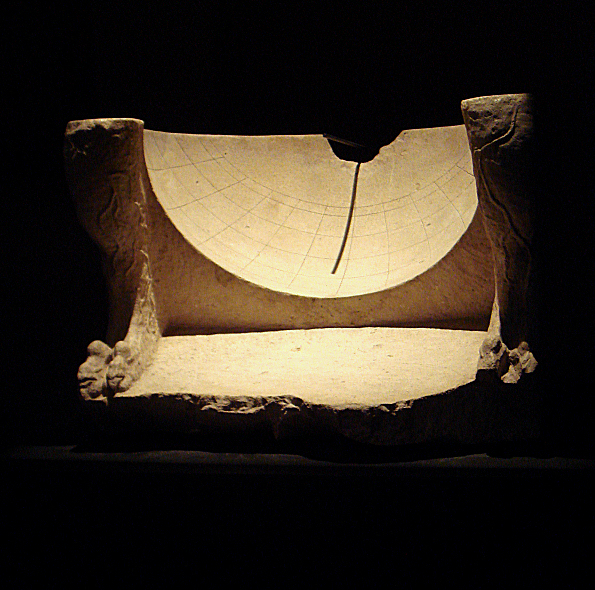
아프가니스탄의 고대 해시계, 기원전 2-3세기
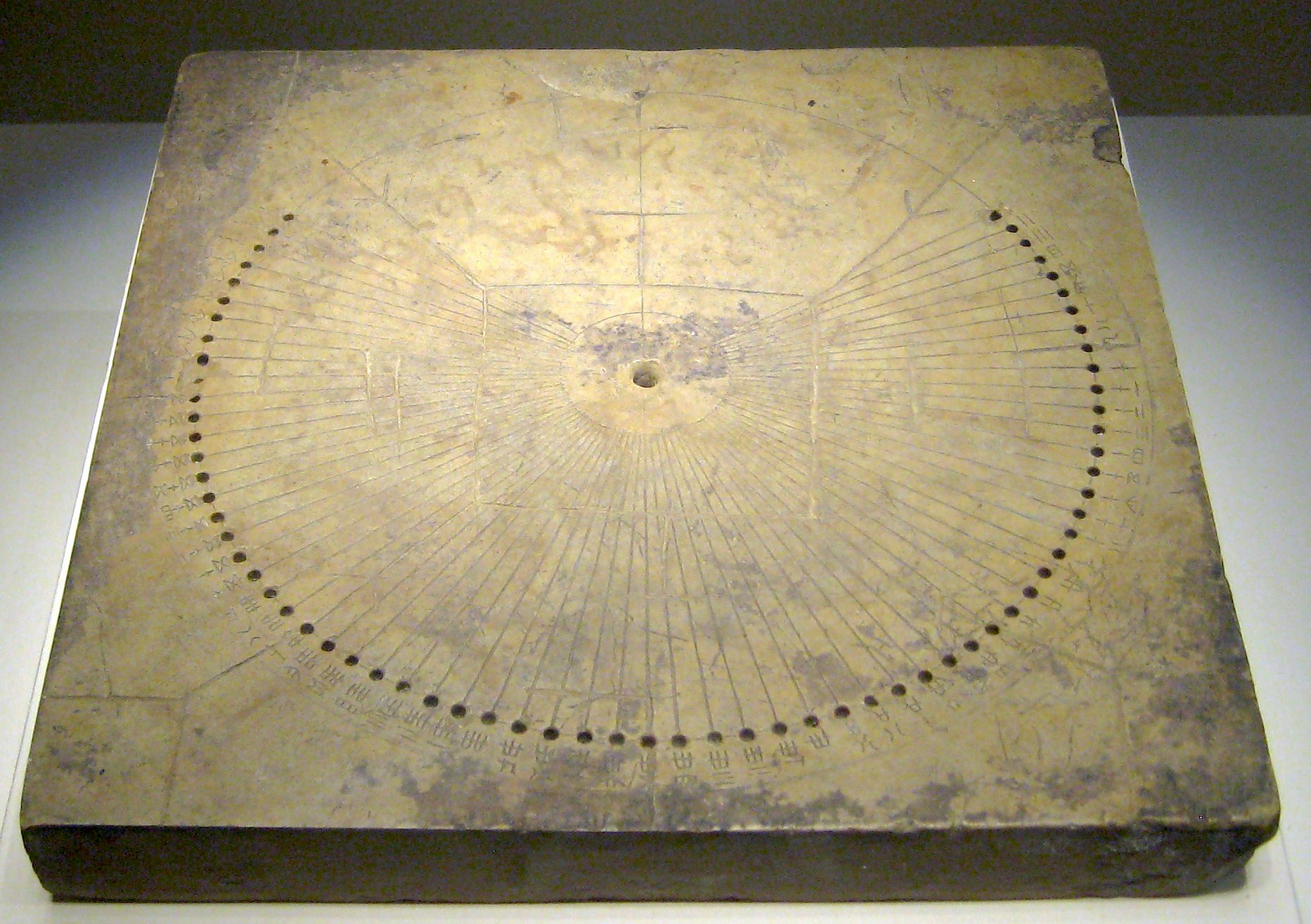
중국 후한시대의 해시계, 기원후 2세기 무렵
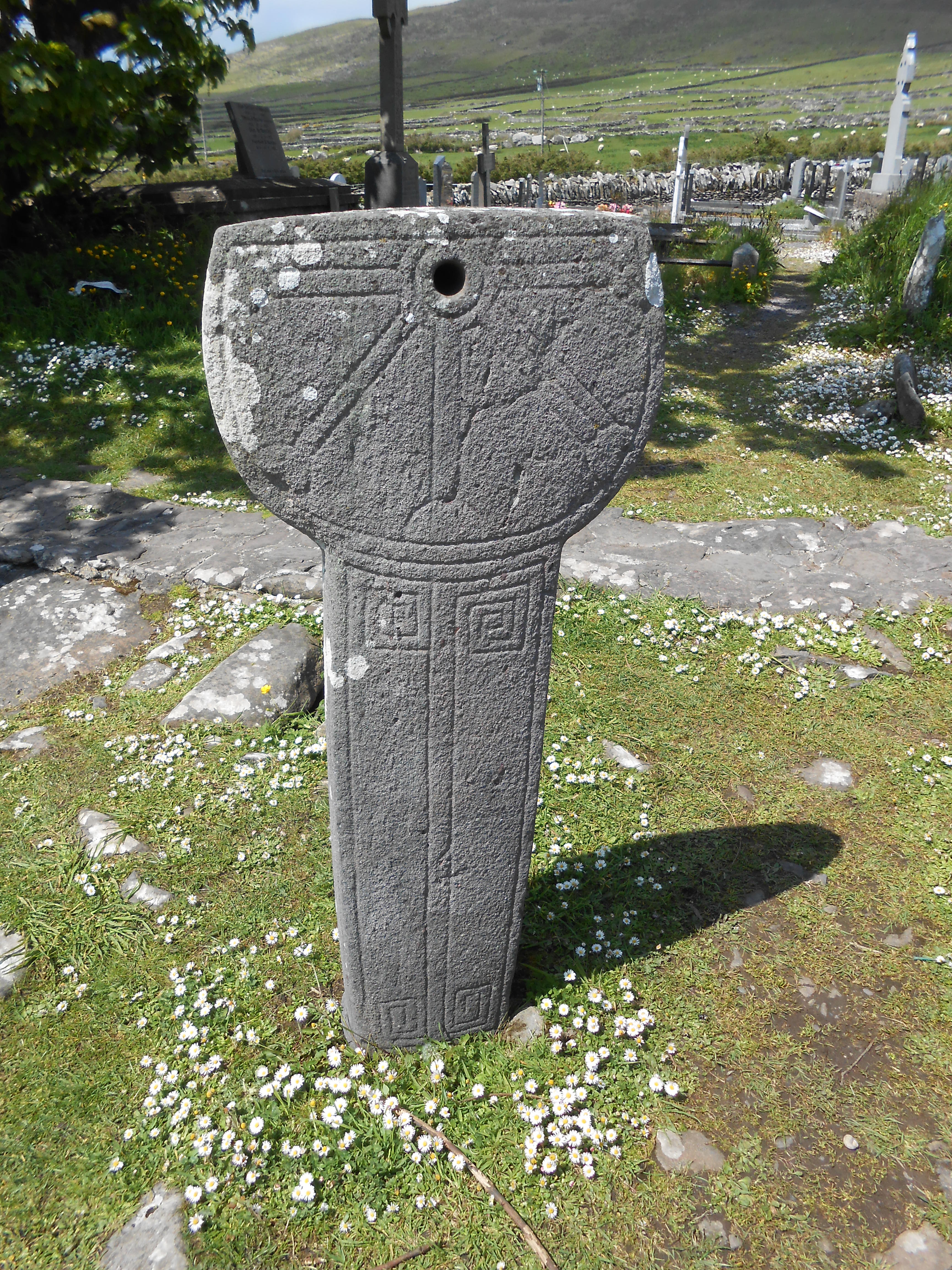
아일랜드의 고대 해시계, 7세기 무렵

이슬람의 황금기이었던 12세기 무렵, 중세 이슬람의 과학은 전성기를 맞이하고 있었고 천체 관측을 비롯한 해시계의 제작 역시 활발하였다. 이슬람 세계 전역에서 해시계는 어디서나 볼 수 있는 흔한 물건이었다. 이슬람의 천문학자들은 태양이 천구에서 보이는 일주운동이 곡선이란 점을 감안하여 해시계의 시각 역시 곡선을 이용하여 표시하였으며, 계절의 변화를 반영하였다. 이슬람의 과학은 이후 세계 곳곳에 전파되었다. 유럽은 이슬람 세계가 아랍어로 번역하여 보전하였던 고전 고대의 문헌들을 다시 수입하면서 르네상스를 맞았고 이 과정에서 아라비아 숫자와 같은 이슬람의 수학, 과학 지식도 습득하였다. 이슬람의 천문학 역시 유럽에 큰 영향을 주어 보다 정교한 해시계를 제작할 수 있게 하였다. 이슬람의 천문학은 동쪽으로도 전파되어 원나라 시기 중국의 천문학 발달에 영향을 주었고, 이는 다시 고려까지 전달되었다. 조선 세종 시기 만들어진 앙부일구의 제작에도 이러한 이슬람의 천문학이 활용되어 원나라의 앙의를 참고하였다고 한다.
해시계는 해가 떠 있는 낮에만 사용할 수 있고, 비가 오거나 흐린 날에도 쓸 수 없다는 단점이 있지만, 지구의 자전에 따른 정확한 시간을 측정할 수 있기 때문에 정밀한 시계가 널리 보급되기 전인 19세기까지도 세계 곳곳에서 쓰였다.

## 종류
해시계는 모양에 따라 평면형과 원뿔형, 반구형 등으로 나눌 수 있고, 측정 방식에 따라 수평형과 수직형으로 구분할 수 있다. 파편만이 남아있는 유물인 페니키아 해시계와 같이 그림자가 아닌 빛자체의 움직임을 측정할 수도 있지만 대개는 그림자를 이용하여 시각을 측정한다.
수평형은 영침의 그림자가 지면과 수평인 시판에 드리우게 되므로 일출에서 일몰까지의 시각을 하나의 시판에서 관측할 수 있다. 그러나 실제 태양의 일주 운동은 천구를 따라 원을 그리며 이루어지므로 시각에 따라 변하는 그림자 길이의 왜곡을 피할 수는 없다. 수직형은 이러한 그림자 길이 변화에 따른 왜곡을 막기 위해 고안된 것이다. 해시계의 시판을 관측지점의 위도를 고려하여 천구의 북극과 정렬시키면 영침의 그림자는 오전에는 시판의 앞면에 오후에는 뒷면에 드리우게 된다. 수직형 해시계는 그림자 왜곡 없이 시각을 관측할 수 있지만 양면 모두를 관측해야 하는 문제가 있고 계절 변화를 알 수도 없다. 앙부일구는 오목한 반구형 시판을 사용하여 이러한 문제점을 모두 개선하여 그림자의 왜곡 없이 하나의 시판으로 시각과 절기를 모두 관측할 수 있도록 한 해시계이다.

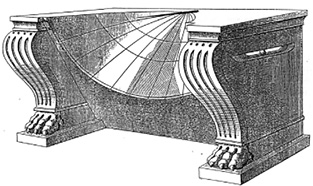
페니키아 해시계의 복원 상상도. 좁은 틈으로 들어오는 빛을 이용하여 시간을 측정하였다.
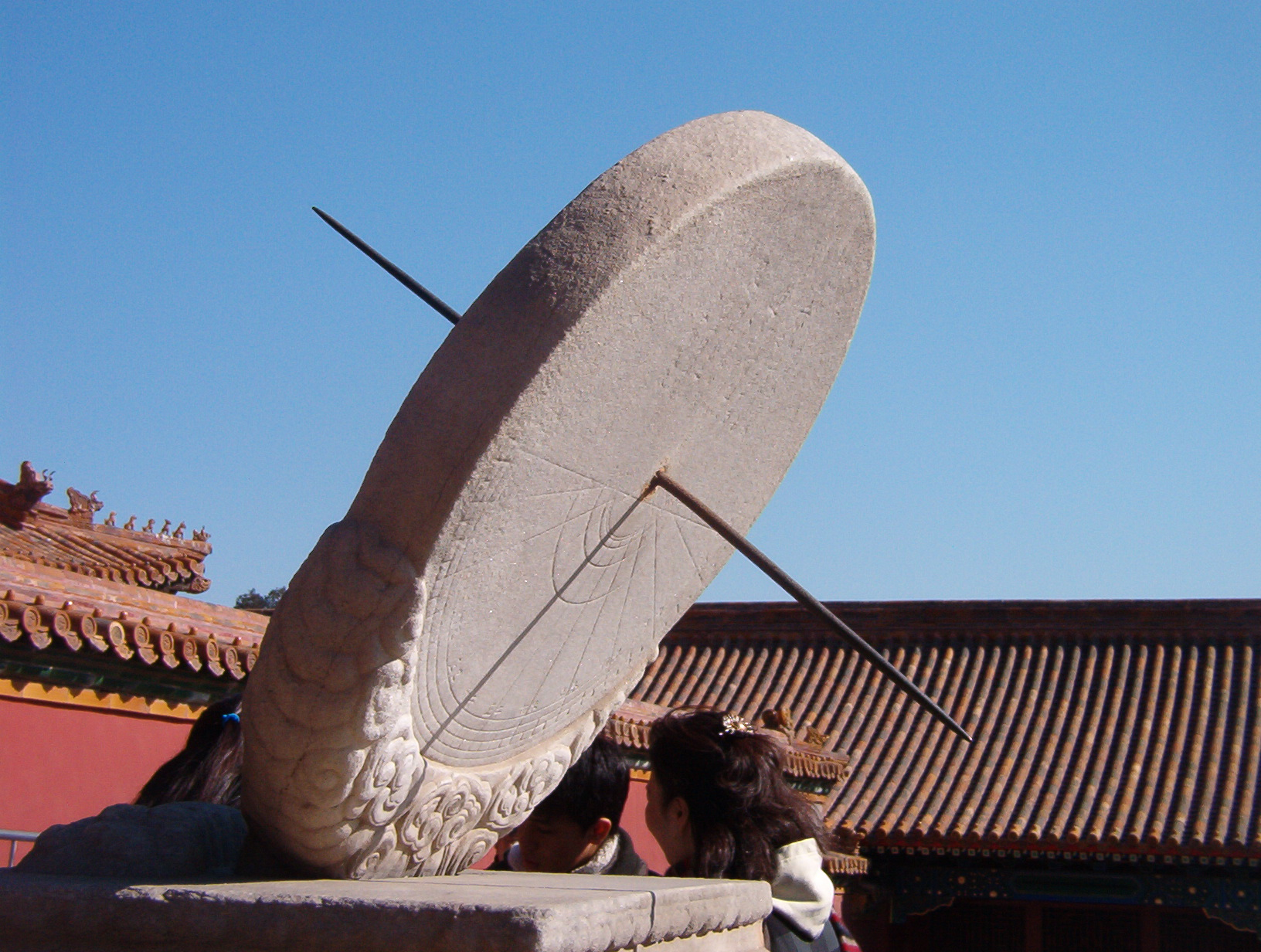
자금성에 설치된 수직형 해시계
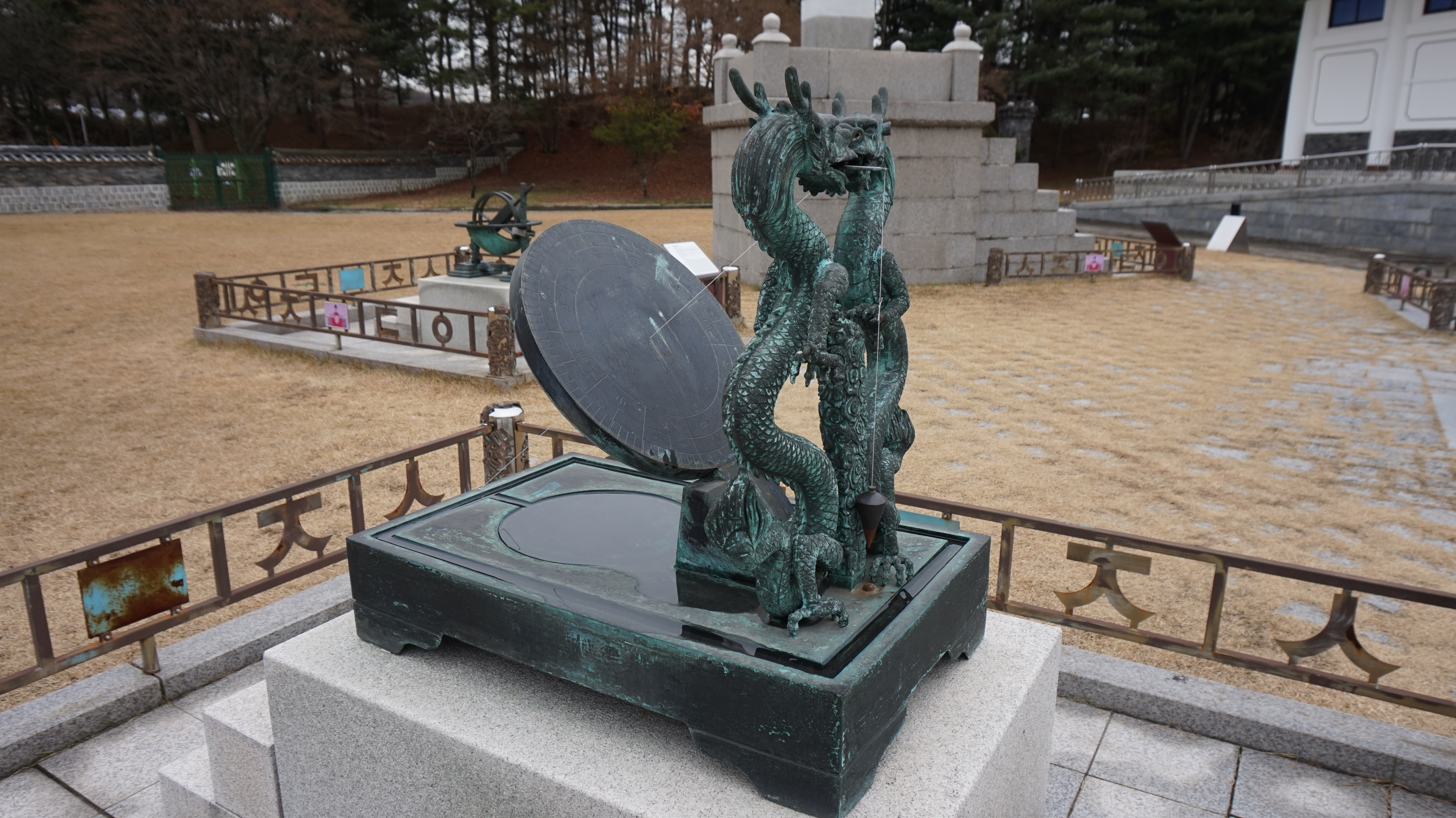
수직형 해시계인 현주일구
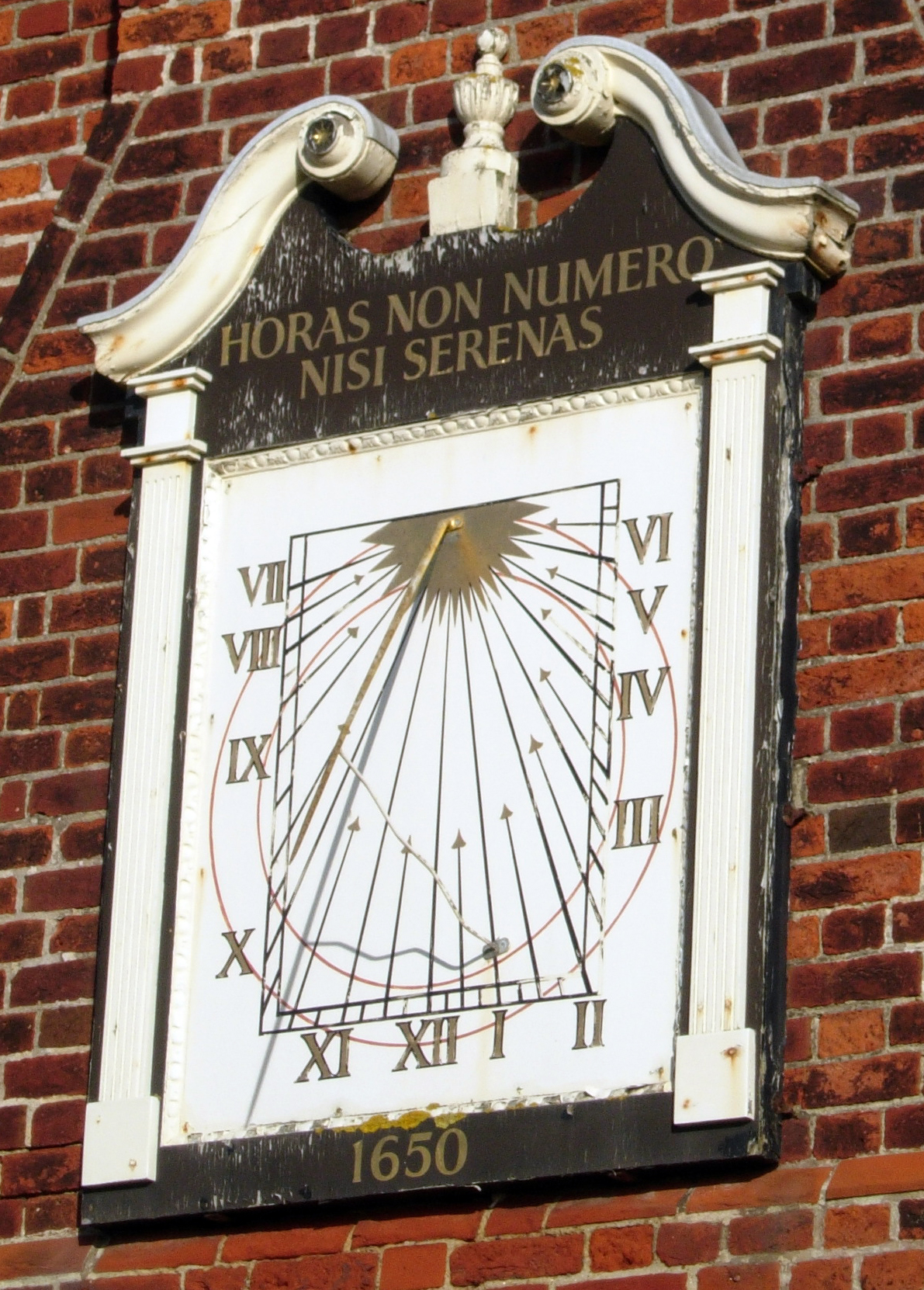
올드버러의 건물 벽에 설치된 수직형 해시계
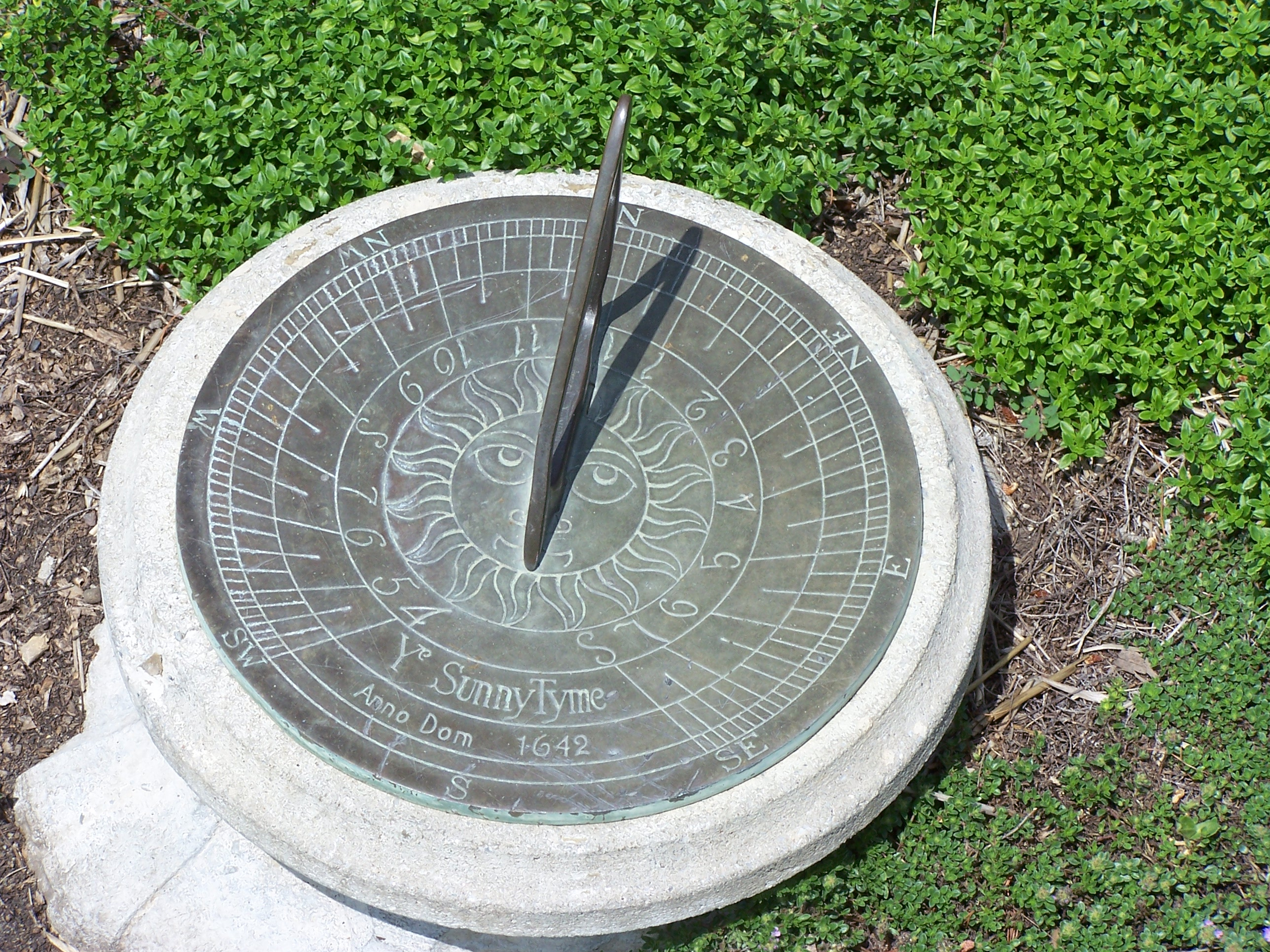
미네소타주에 있는 수평형 해시계
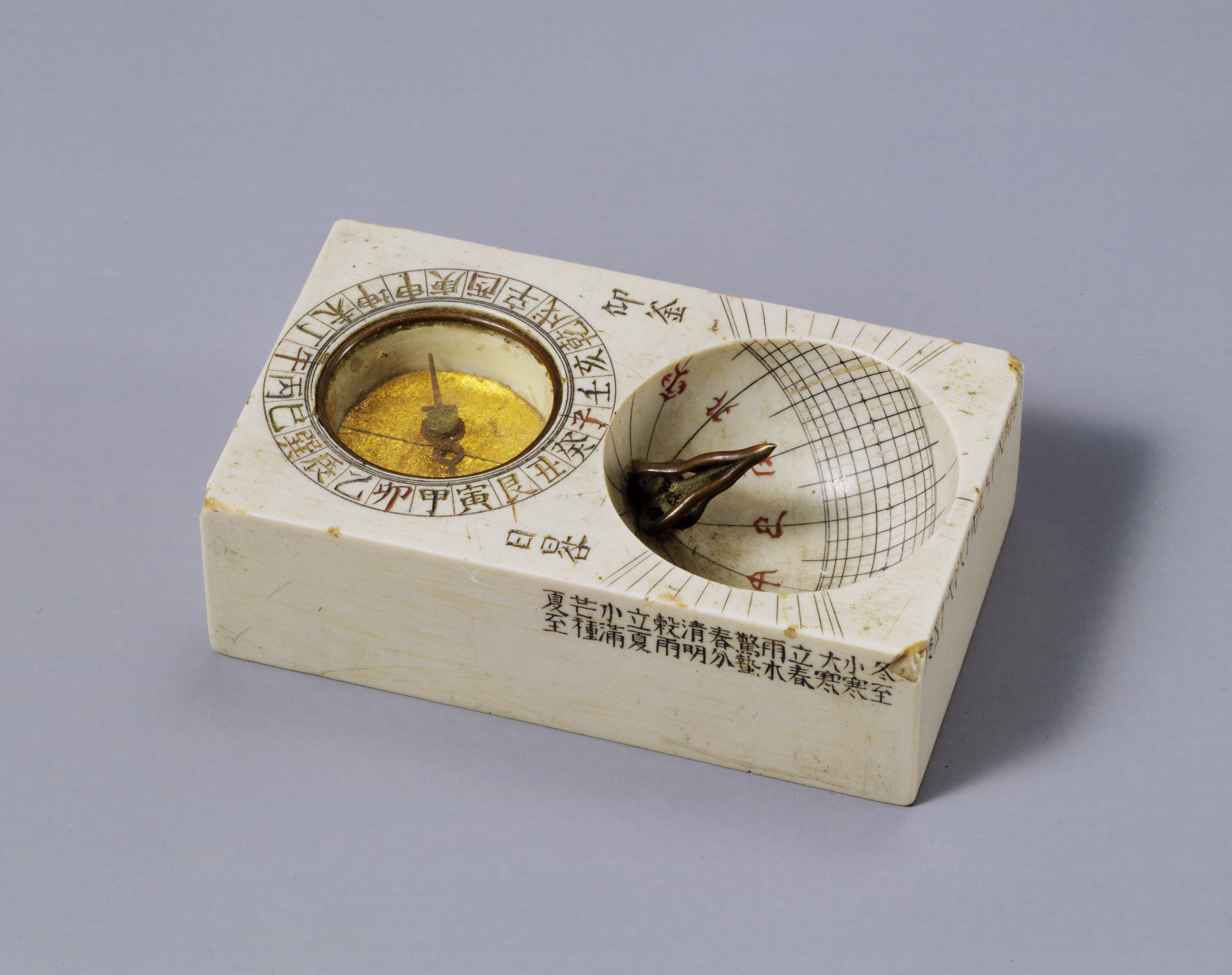
수평형이자 반구형인 휴대용 앙부일구

## 측정
어떤 종류의 해시계이건 먼저 자오선에 정렬되어야 한다. 지구의 자전축을 기준으로 정확히 남북을 가로지르는 선인 자오선은 규표 등으로 측정할 수 있다. 한편 지구의 자전축은 공전 궤도인 황도에 대하여 약 23.5도 가량 기울어져 있기 때문에 관측 지점의 위도를 감안하여 해시계의 영침을 조정하여야 편차없는 시간측정이 가능하다. 해시계를 자오선과 정렬하여 설치하고 위도를 감안하여 영침을 조정하면, 영침의 그림자가 자오선에 닿을 때가 곧 정오이다. 이후 일정한 간격에 따라 시간을 구분하면 그림자가 닿는 지점에 따라 시각을 알 수 있다.
해시계가 측정하는 시각은 매일 태양이 남중하는 것을 정오로 삼는 진태양시이다. 그러나 지구 궤도가 타원이기 때문에 실제 태양의 남중은 계절마다 간격이 다르다. 오늘날 시간 기준인 협정 세계시는 이러한 변동을 평균하여 매일 일정한 간격으로 남중하는 가상의 평균 태양을 기준으로 한다. 이 때문에 해시계로 측정한 시각은 균시차를 고려하여 환산하여야 오늘날 사용하는 시간과 일치하게 된다. 한편 대한민국은 동경 135˚를 기준으로 하는 UTC+9 시간대를 사용하고 있기 때문에 동경 126˚ 정도에 있는 서울시에서 태양이 실제로 남중하는 시각과는 30분 정도 차이가 난다. 해시계가 가리키는 시각을 오늘날 사용하는 표준시로 환산하려면 이러한 점을 염두에 두어야 한다. 

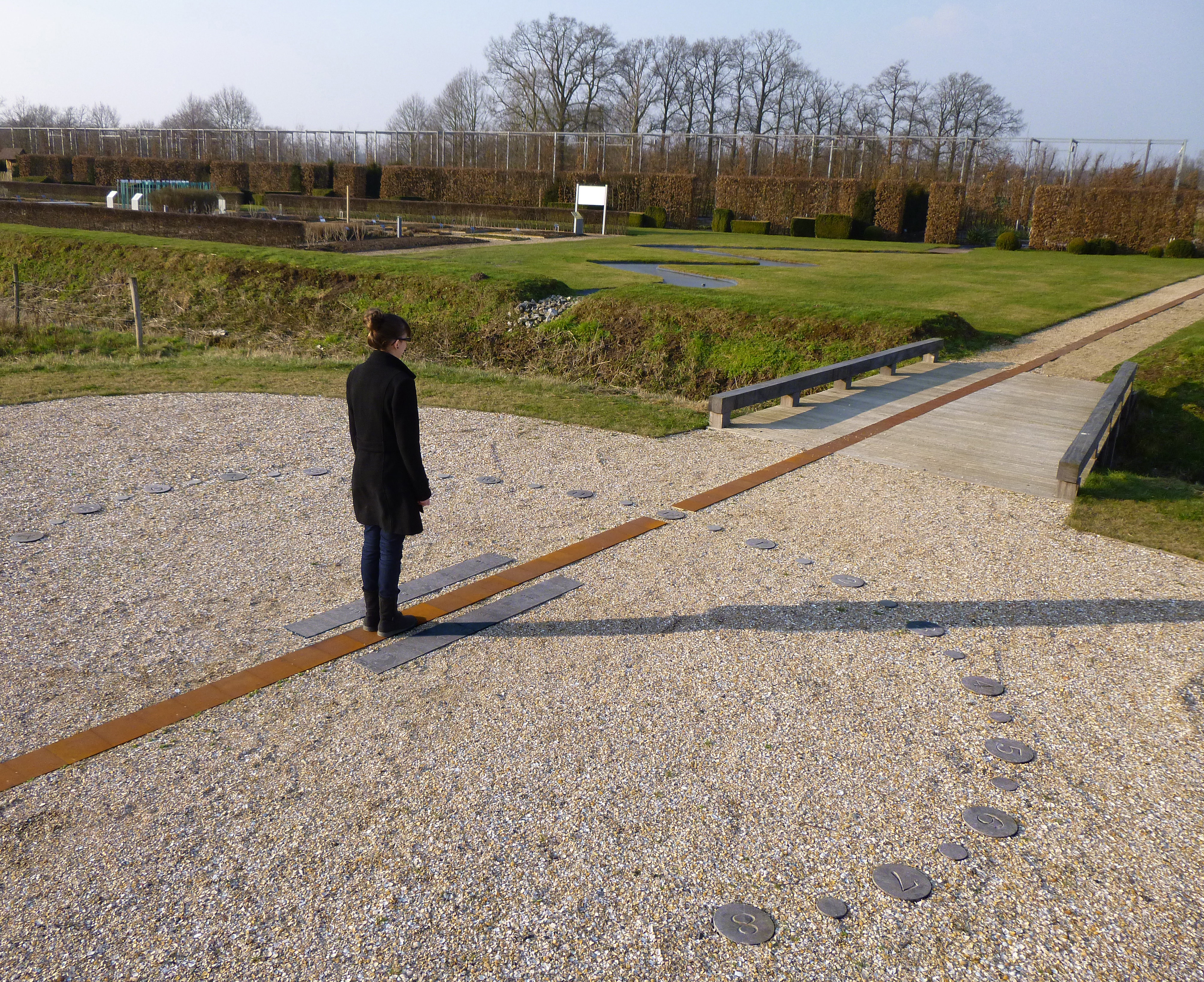
자오선과 그림자 - 자오선에 정렬한 물체의 그림자는 그대로 해시계로 사용될 수 있다.
런던 해시계의 구조. - 정오인 12시는 자오선을 따라 정북을 향하여야 한다. 영침은 위도를 고려하여 기울어져 있고 해시계의 정중앙에 설치되어 있다.
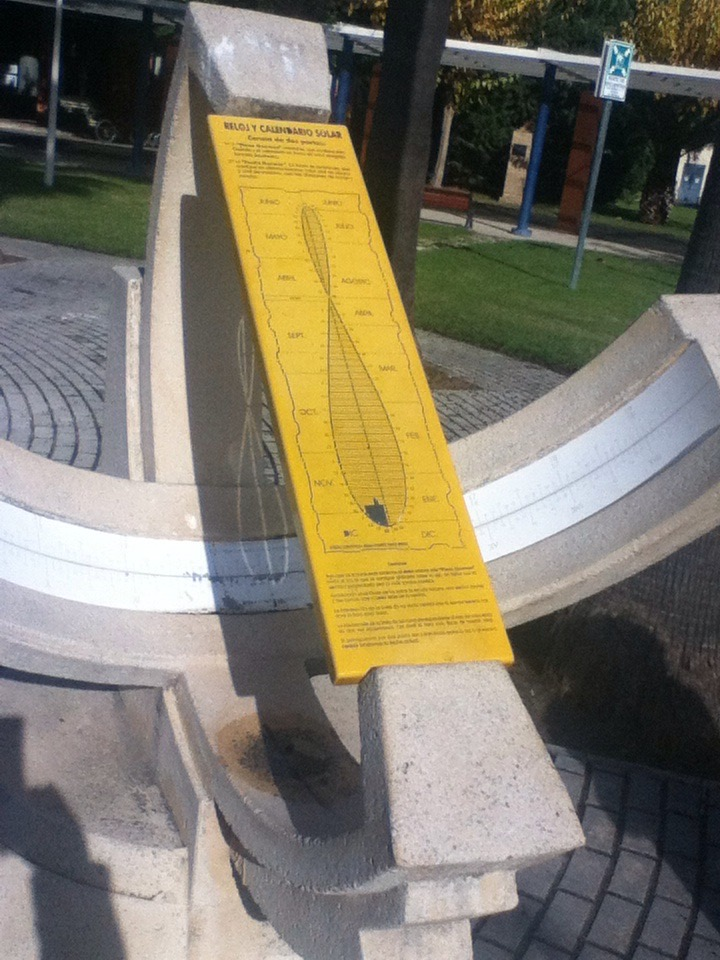
균시차에 따른 시간 차이를 아날렘마로 표현한 해시계의 시차 보정표

## 같이 보기
- 강윤 해시계
- 앙부일구
- 자격루
- 혼천의
- 조선 세종